# Svarthornkammen
Der Svarthornkammen (norwegisch für Schwarzhornkamm) ist ein Gebirgskamm im ostantarktischen Königin-Maud-Land. Im Wohlthatmassiv erstreckt er sich von den Schwarzen Hörnern in der Mittleren Petermannkette über eine Länge von 8 km in nördlicher Richtung auf.
Entdeckt und anhand von Luftaufnahmen kartiert wurde er bei der Deutschen Antarktischen Expedition 1938/39 unter der Leitung des Polarforschers Alfred Ritscher. Norwegische Kartographen, die ihn auch benannten, kartierten ihn anhand von Vermessungen und Luftaufnahmen der Dritten Norwegischen Antarktisexpedition (1956–1960).